# 绵阳南郊机场
绵阳南郊机场，简称南郊机场，是中国四川省绵阳市的一座军用、民航运输和民航训练三合用机场，位于绵阳市涪城区，属于4D级机场，是四川省第二大机场。南郊机场于2001年4月28日建成通航，在经过两年八个月按4C级机场开放使用后，2003年12月28日绵阳南郊机场取得4D级机场使用许可证。2018年机场旅客吞吐量近400万人次，是中国近年来客流增速最快的机场之一。
南郊机场是中国民用航空飞行学院绵阳分院训练基地。

## 机场状况
南郊机场是一座新兴的现代化航空港，机场基准标高519.2米，高于市区60余米，具有良好的净空环境。场地平整3400米，跑道长2400米，两端各设60米停止道，跑道宽45米，两侧道间各7.5米，可满足B737、B757-200、A320系列等大中型飞机起降。候机楼建筑面积26000平方米。停机坪经过多次扩建，现有停机位20个。机场航管楼建筑面积4500平方米，塔台高45米，配备有现代化的通讯导航设备和对空指挥系统，配备有进口的AWOS自动气象观测系统，为起降飞机提供准确的气象服务，外场设有导航台站6个，其中远距导航台1个，近距导航台2个，全向信标测距台一个及Ⅰ类精密近进仪表着陆系统，为飞机提供精确的导航，能确保各类飞机的起降安全。
2007年，南郊机场累计运输旅客达23万人次。2011年，南郊机场实现旅客吞吐量62万人次。2014年11月30日，南郊机场年旅客吞吐量突破100万人次。2016年，南郊机场旅客吞吐量超过217万人次，位列全国第54位，同比增长40.41%。2017年，绵阳机场2017年安全运送旅客354.3万人次，同比去年增长63%。2018年运送旅客393万人次，同比去年增长11.2%。 

## 未来发展

### 2号航站楼

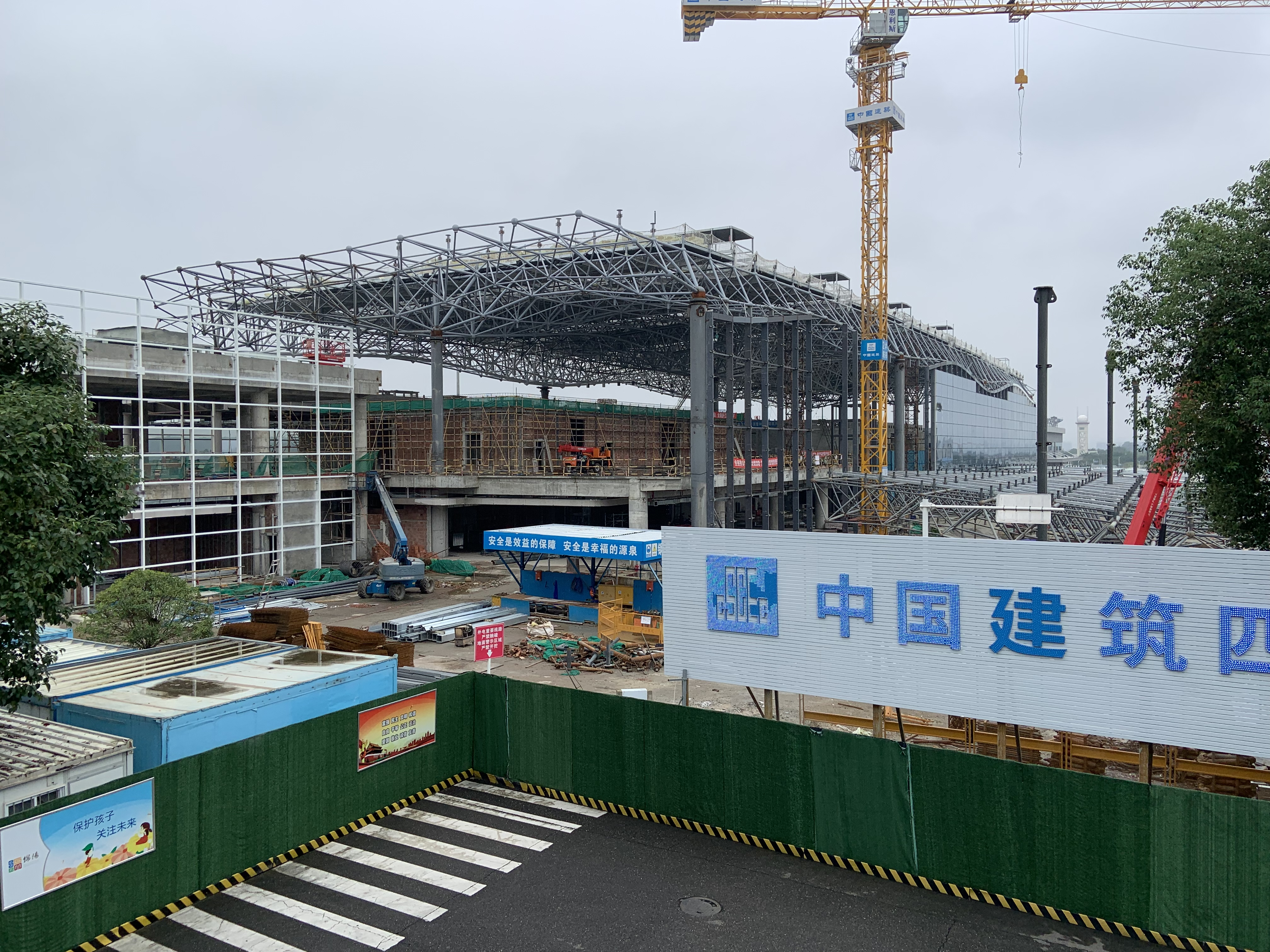
在建的2号航站楼

由于机场目前硬件条件远远无法满足客流需要，南郊机场计划新建T2航廈，并在远期迁建新机场。2019年，T2航站楼环评工作已通过审核，拟在现T1航廈西北面实施T2航廈，总建筑面积20000平方米。建成后，南郊机场不突破原设计的航空业务量。
2022年7月15日，绵阳机场T2航站楼建设项目举行了装饰装修工程预验收工作。T2航站楼投用后，将与T1航站楼一起共提供13个登机口9个登机廊桥，可满足一年500万人次的进出港需求。

### 绵阳新机场
2019年，新机场选址工作也已展开，已完成了第一、二阶段的选址工作，正在进行最后阶段的深度研究。由于新机场未在四川省“十四五”规划中提及，故建成时间将不会早于2025年。

## 航空公司及航点
| 航空公司           | 目的地                                                   |
| ------------------ | -------------------------------------------------------- |
| 四川航空（3U）     | 北海、杭州、拉萨、南京、三亚、西昌、西宁、西双版纳       |
| 祥鹏航空（8L）     | 合肥、揭阳、昆明、南宁、腾冲、郑州、西双版纳（經停大理） |
| 厦门航空（MF）     | 长沙、福州、杭州、泉州、武汉、厦门                       |
| 春秋航空（9C）     | 昆明、宁波、上海/浦东、沈阳、石家庄、扬州                |
| 西藏航空（TV）     | 福州、拉萨、南昌                                         |
| 中国国际航空（CA） | 北京/大兴、北京/首都                                     |
| 中国南方航空（CZ） | 广州、深圳                                               |
| 乌鲁木齐航空（UQ） | 海口、乌鲁木齐                                           |
| 山东航空（SC）     | 济南、丽江                                               |
| 深圳航空（ZH）     | 深圳                                                     |
| 河北航空（NS）     | 石家庄                                                   |
| 桂林航空（GT）     | 徐州                                                     |
| 长龙航空（GJ）     | 温州                                                     |
| 上海航空（FM）     | 上海/浦东                                                |
| 吉祥航空（HO）     | 上海/浦东                                                |

## 机场交通
空港巴士经营线路：
- 301（机场—平政汽车站）：机场--川音学院--绵州大剧院--绵州酒店--行政服务中心--跃进路口--长虹世纪城--平政汽车站
- 302（机场—温州商贸广场）：机场--南湖客运站--御营坝--花园小区--火车站（王子酒店、客运总站）--3536厂--市政府（长虹酒店）--温州商贸广场
- 304（机场—火车客站）：机场--火车客站

机场客运站已开通至三台、江油、射洪和盐亭大巴线路，旅客可在机场候机楼负一楼乘车。
机场到市区还有多条公交巴士线路。机场一楼外全天候提供出租车服务。